# Marchélepot
Marchélepot és un municipi francès situat al departament del Somme i a la regió dels Alts de França. L'any 2007 tenia 444 habitants.

## Demografia

### Població

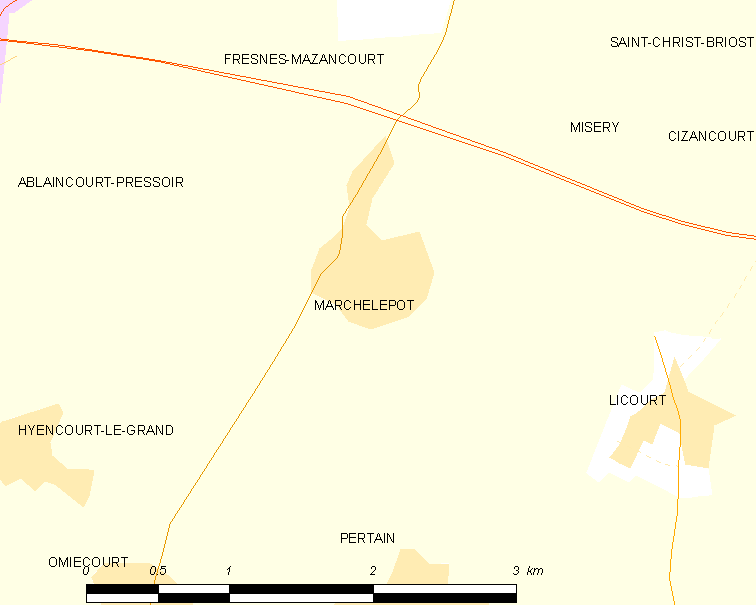

El 2007 la població de fet de Marchélepot era de 444 persones. Hi havia 163 famílies de les quals 42 eren unipersonals (19 homes vivint sols i 23 dones vivint soles), 42 parelles sense fills, 68 parelles amb fills i 11 famílies monoparentals amb fills.
La població ha evolucionat segons el següent gràfic:
Habitants censats

### Habitatges
El 2007 hi havia 196 habitatges, 170 eren l'habitatge principal de la família, 9 eren segones residències i 17 estaven desocupats. 186 eren cases i 8 eren apartaments. Dels 170 habitatges principals, 121 estaven ocupats pels seus propietaris, 44 estaven llogats i ocupats pels llogaters i 5 estaven cedits a títol gratuït; 4 tenien una cambra, 13 en tenien dues, 23 en tenien tres, 40 en tenien quatre i 91 en tenien cinc o més. 130 habitatges disposaven pel capbaix d'una plaça de pàrquing. A 67 habitatges hi havia un automòbil i a 77 n'hi havia dos o més.

### Piràmide de població

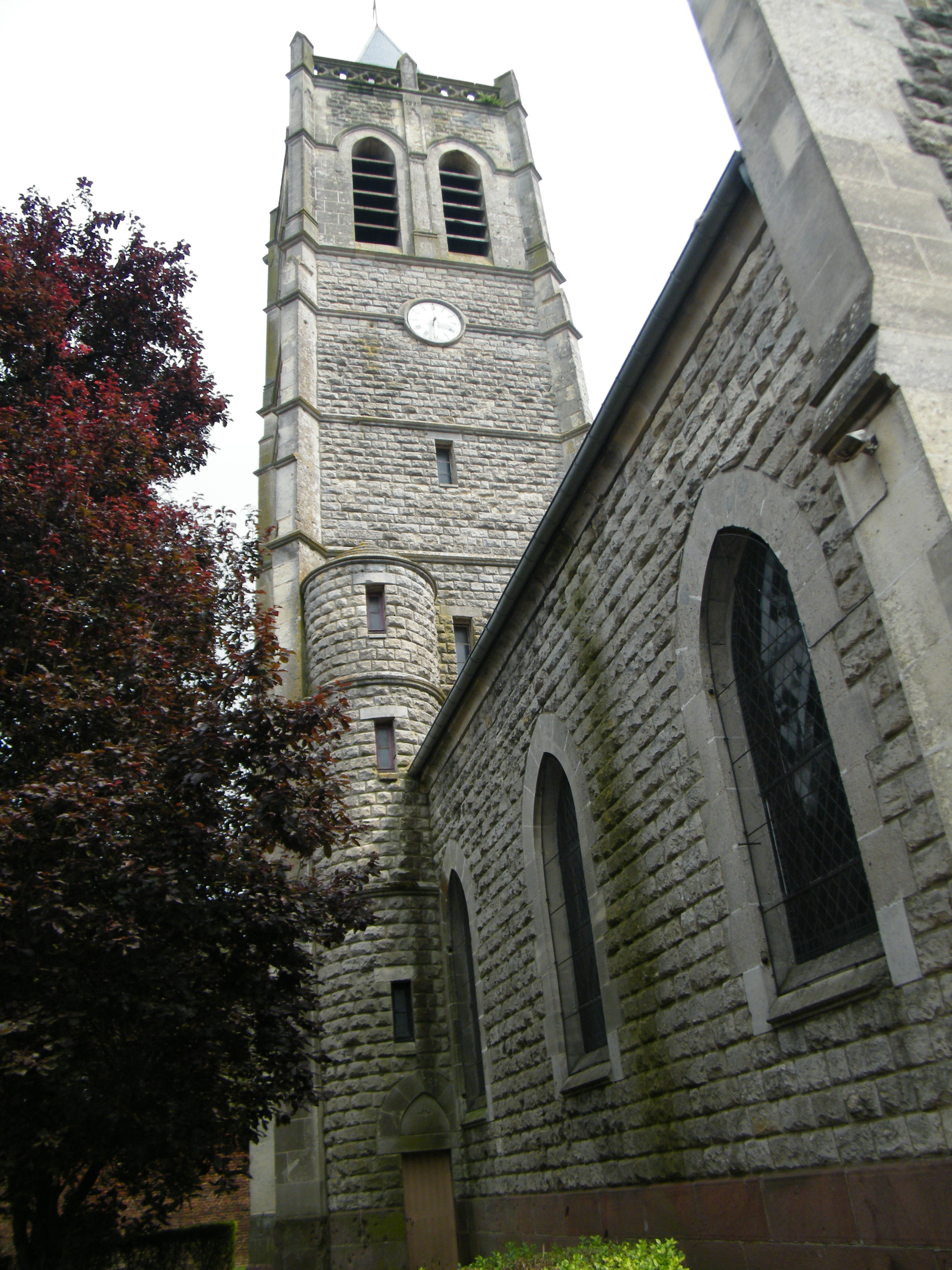

La piràmide de població per edats i sexe el 2009 era:
| Homes | Edats   | Dones |
| ----- | ------- | ----- |
| 0     | 95 o +  | 0     |
| 0     | 90 a 94 | 0     |
| 0     | 85 a 89 | 4     |
| 0     | 80 a 84 | 0     |
| 0     | 75 a 79 | 8     |
| 8     | 70 a 74 | 4     |
| 8     | 65 a 69 | 20    |
| 16    | 60 a 64 | 12    |
| 4     | 55 a 59 | 8     |
| 24    | 50 a 54 | 20    |
| 12    | 45 a 49 | 12    |
| 20    | 40 a 44 | 16    |
| 16    | 35 a 39 | 8     |
| 16    | 30 a 34 | 16    |
| 12    | 25 a 29 | 16    |
| 20    | 20 a 24 | 16    |
| 4     | 15 a 19 | 20    |
| 16    | 10 a 14 | 0     |
| 28    | 5 a 9   | 16    |
| 16    | 0 a 4   | 24    |

## Economia

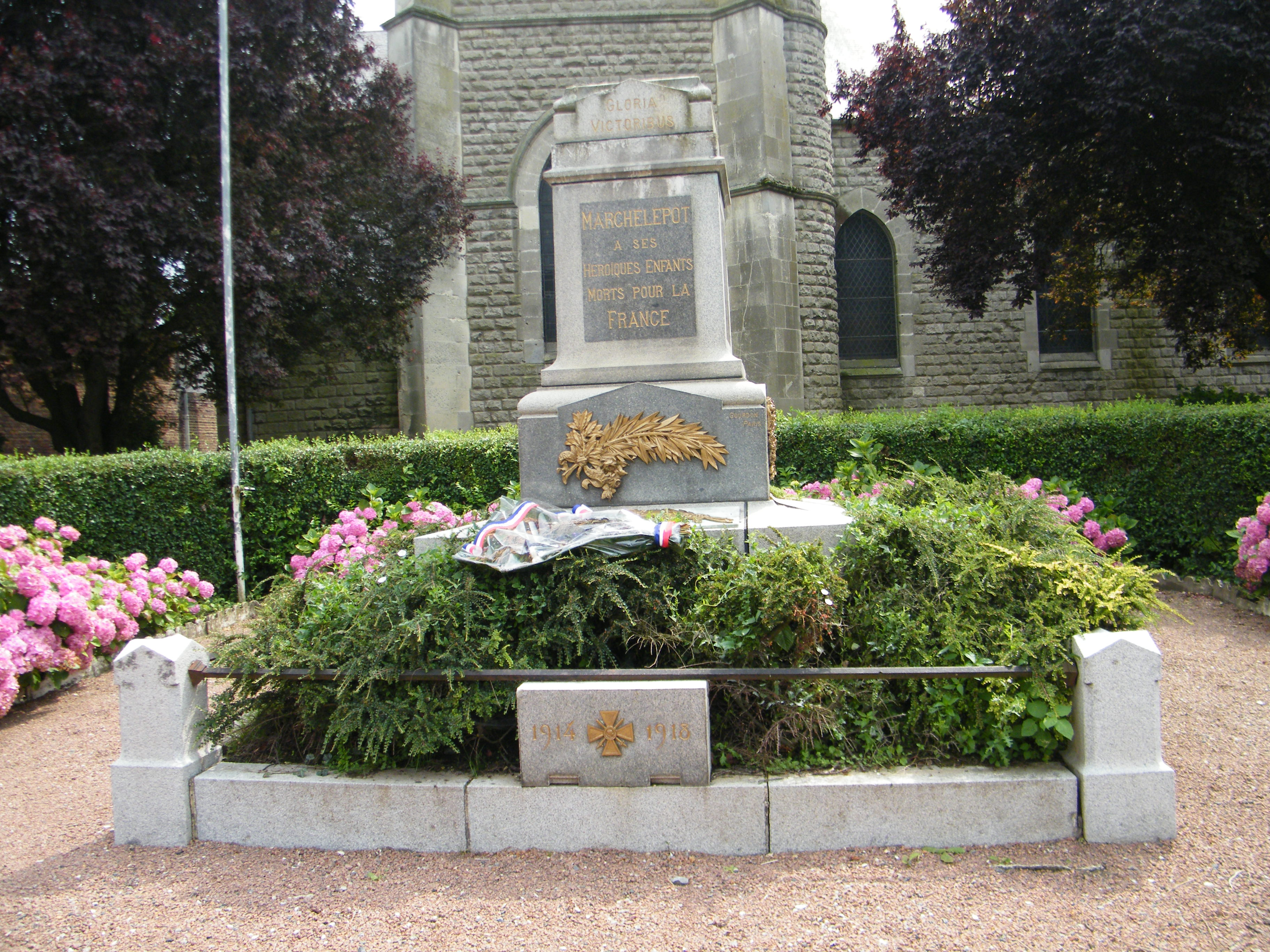

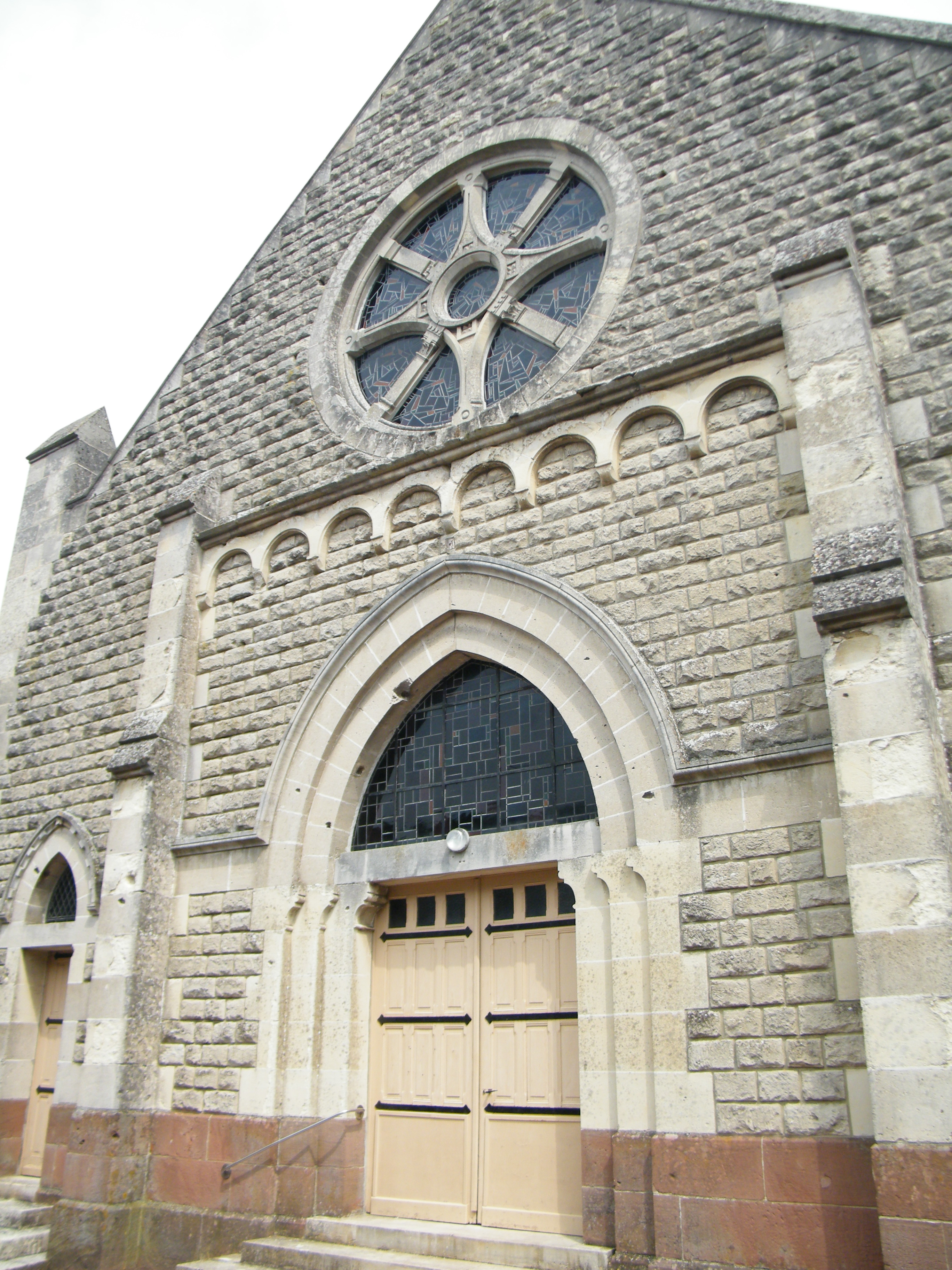

El 2007 la població en edat de treballar era de 293 persones, 208 eren actives i 85 eren inactives. De les 208 persones actives 177 estaven ocupades (103 homes i 74 dones) i 32 estaven aturades (10 homes i 22 dones). De les 85 persones inactives 33 estaven jubilades, 21 estaven estudiant i 31 estaven classificades com a «altres inactius».

### Ingressos
El 2009 a Marchélepot hi havia 178 unitats fiscals que integraven 462 persones, la mediana anual d'ingressos fiscals per persona era de 15.293,5 €.

### Activitats econòmiques
Dels 18 establiments que hi havia el 2007, 1 era d'una empresa de fabricació d'altres productes industrials, 5 d'empreses de construcció, 4 d'empreses de comerç i reparació d'automòbils, 1 d'una empresa de transport, 2 d'empreses d'hostatgeria i restauració, 1 d'una empresa d'informació i comunicació, 2 d'empreses immobiliàries, 1 d'una entitat de l'administració pública i 1 d'una empresa classificada com a «altres activitats de serveis».
Dels 6 establiments de servei als particulars que hi havia el 2009, 1 era una oficina de correu, 2 paletes, 2 lampisteries i 1 restaurant.
L'any 2000 a Marchélepot hi havia 5 explotacions agrícoles.

## Equipaments sanitaris i escolars
El 2009 hi havia una escola elemental integrada dins d'un grup escolar amb les comunes properes formant una escola dispersa.

## Poblacions més properes
El següent diagrama mostra les poblacions més properes.